# Campagna Lupia
Campagna Lupia és un municipi italià, dins de la ciutat metropolitana de Venècia. L'any 2007 tenia 6.900 habitants. Limita amb els municipis de Campolongo Maggiore, Camponogara, Chioggia, Codevigo (PD), Dolo, Mira, Piove di Sacco (PD) i Venècia.

## Administració
| Període | Identitat    | Partit        |
| ------- | ------------ | ------------- |
| 2007-   | Fabio Liveri | Llista cívica |